# Brachionus josefinae
Brachionus josefinae är en hjuldjursart som beskrevs av Silva-Briano och Segers 1992. Brachionus josefinae ingår i släktet Brachionus och familjen Brachionidae. Inga underarter finns listade i Catalogue of Life.